# Jan Svendsen
Jakob Jan Hans Svendsen (7. července 1861, Upernavik – 7. února 1928, Aappilattoq) byl grónský katecheta, lovec a zemský rada zasedající v první severogrónské zemské radě.

## Životopis
Jan Svendsen byl synem námořníka Petera Hendrika Oleho Svendsena (1834–1891) a jeho manželky Magdaleny Frederikke Møllerové (1843–1924), která pocházela z dánské rodiny. Jan Svendsen se 4. listopadu 1883 v Upernaviku oženil s Karen Marthou Kristine Elbergovou (1866–?), dcerou dánského koloniálního správce Nise Lauritze Elberga (1843–1885) a jeho manželky Emmy Maren Louise Vilhelmine Brobergové (1835–1902), která byla rovněž převážně dánského původu. Z manželství se narodilo pět dětí. Jeho sestra byla provdána za zemského radu Sigvarda Christiansena a jeho synovcem byl zemský rada Ole Svendsen.
Jan Svendsen byl v roce 1881 jmenován katechetou v Aappilattoqu, působil také jako lovec. V roce 1911 byl zvolen do první severogrónské provinční rady. Zasedání v roce 1914 se nezúčastnil a na konci volebního období v roce 1916 rezignoval. zemřel v roce 1928 ve věku 67 let, když se utopil spolu se svou nejmladší dcerou.